# NGC 2187A
NGC 2187A est une vaste galaxie spirale et c'est la deuxième galaxie de NGC 2187. Cette paire de galaxie est située dans la constellation de la Dorade et elle a été découverte par l'astronome britannique John Herschel en 1834.

## Caractéristiques
Sa vitesse par rapport au fond diffus cosmologique est de 4 035 ± 15 km/s, ce qui correspond à une distance de Hubble de 59,5 ± 4,2 Mpc (∼194 millions d'al).
Les données présentées ici sont celles de la galaxie PGC 18355. L'autre galaxie de la paire est PGC 18354 et ses données sont présentées à l'article NGC 2187.